# Lucero (Madrid)
Lucero es el nombre que recibe en la ciudad de Madrid el barrio n.o 103, uno de los siete que componen el distrito de Latina.

## Límites
El barrio Lucero limita al norte con la Casa de Campo, al este con los barrios de Puerta del Ángel a través de la calle Huerta de Castañeda, y Los Cármenes a través de las calles Sepúlveda y Alhambra. Al sur y al oeste se encuentra con el barrio de Aluche a través de las calles de la Plaza de la Paja, Los Yébenes y Duquesa de Parcent.

## Datos básicos
- Población: 36.537 habitantes (censo 2001)
- Viviendas: 15.712 viviendas (censo 2001)

## Transportes

### Cercanías Madrid
Se encuentra dentro de este barrio la estación de Laguna, perteneciente a la línea C-5.

### Metro de Madrid
Da servicio al barrio la línea 6 con las estaciones de Lucero y Laguna; y la línea 10, con la estación de Batán y la de Casa de Campo, término de la línea 5.

### Autobuses
Son varias las líneas urbanas e interurbanas que recorren el barrio.

#### Líneas urbanas
Dentro de la red de la Empresa Municipal de Transportes de Madrid, las siguientes líneas dan cobertura al barrio:
| Línea | Terminales                                      |
| ----- | ----------------------------------------------- |
| 25    | Plaza de España – Casa de Campo                 |
| 31    | Plaza Mayor – Aluche                            |
| 33    | Príncipe Pío – Casa de Campo                    |
| 36    | Atocha – Campamento                             |
| 39    | Plaza de España – Colonia San Ignacio de Loyola |
| 55    | Atocha – Batán                                  |
| 65    | Jacinto Benavente – Colonia Gran Capitán        |
| 119   | Atocha – Barrio de Goya                         |
| 138   | Cristo Rey – San Ignacio                        |
| 158   | Plaza de España - Los Cármenes                  |
| N18   | Cibeles – Las Águilas                           |
| N19   | Cibeles – San Ignacio                           |
| SE1   | Aluche – Cuatro Vientos                         |
| SE2   | Plaza Elíptica – Cuatro Vientos                 |
| SE3   | Batán – Barrio Lucero (circular)                |

| línea     | vías cubiertas                                                                              |
| --------- | ------------------------------------------------------------------------------------------- |
| 25        | Duquesa de Parcent                                                                          |
| 31        | Higueras, Alhambra, Duquesa de Parcent, Los Yébenes                                         |
| 33        | Villamanín, Pº de Extremadura                                                               |
| 36 39 N19 | Pº de Extremadura                                                                           |
| 55        | Alhambra, Concejal Francisco José Jiménez Martín, Barberán y Collar, Cº Viejo de Campamento |
| 65        | Pº de Extremadura, Villamanín, Cº Viejo de Campamento                                       |
| 119       | Alhambra                                                                                    |
| 138       | Sepúlveda, Valmojado                                                                        |
| 158       | Higueras, Pza. Achicoria, Alhambra, Gta. Los Cármenes                                       |
| N18       | Higueras, Pza. Achicoria, Alhambra, Duquesa de Parcent                                      |

#### Líneas interurbanas
Pasan por el Paseo de Extremadura (A-5) las siguientes líneas interurbanas que comunican el barrio con municipios situados en el corredor 5 (A-5) y alrededores:
495 511 512 513 514 516 518 521 522 523 528 534 539 541 545 546 547 548 551 573 581

## Festividades
- Tradicionalmente el barrio tenía como Patrona a Nuestra Señora del Rosario, y celebraba coincidiendo con el santoral sus fiestas patronales.
- En la actualidad las fiestas son organizadas por las asociaciones de vecinos y comerciantes del barrio y la Junta Municipal de Distrito, que desde el año 2012 ha dejado de subvencionar las fiestas de los barrios para centrar todos los recursos en una macrofiesta del distrito que coincide con las antiguas fiestas de Aluche. Coinciden con la última semana de mayo.

## Historia

### SigloXVII
El nexo de Madrid con el barrio Lucero a través del Camino de Móstoles (en un futuro Paseo de Extremadura) queda reflejado en el mapa Topographia de Lavilla de Madrid (plano de Teixeira) del año 1656 de Don Pedro Texeira.

### SigloXVIII
En el plano de la Villa en 1700 compuesto por Nicolás de Fer se aprecia el nexo de la Villa de Madrid con los terrenos de lo que ahora es el barrio de Lucero.

### SigloXIX
A principios del siglo XIX cuando se inicia el crecimiento urbano en torno a la Carretera de Extremadura, se conforma una zona agraria predominando el secano, donde se cultivan cereales. Junto a las grandes propiedades también existen tierras en común «los ejidos», que no se labraban y «los abrevaderos» que servían para dar de comer y beber a los ganados de Madrid.
En esa época existen dos edificaciones en la zona: la ermita de San Miguel de Luche y, algo alejada, la de las Ventas de Alcorcón. La ermita de San Miguel de Luche puede observarse en el mapa que Bentabole realizó para el ejército de Napoleón el 3 de diciembre de 1808.
En la segunda mitad del siglo, aunque sigue predominando la actividad agraria de secano, aparecen algunas fincas de regadío dedicadas a la producción de hortalizas y leche (vaquerías), caso del Convento Huerta de Castañeda y Quinta de Caraque. A lo largo de la Carretera de Extremadura, a ambos lados, proliferan unas pequeñas edificaciones: los hornos o «tejares». 
A finales de siglo, tienen especial importancia para el barrio la construcción del ferrocarril de vía estrecha Goya-Villa del prado.

### SigloXX
Poco a poco va disminuyendo la actividad agraria y se empieza a edificar en las zonas de secano menos productivas. Se inician y se consolidan los barrios de El Lucero, El Olivillo, Huerta de Castañeda y Caraque. 
En la postguerra, el barrio Lucero se amplia con las viviendas construidas por el Estado para los trabajadores procedentes en su mayoría de poblaciones del sur y del sureste de España, tenía como límite la línea de ferrocarril existente en esa época que conectaba la capital con los pueblos del suroeste de Madrid y que discurría por el trazado actual de la Calle Sepúlveda. 
Finalmente, por los años setenta, se edifican todas las zonas dando lugar a los nuevos barrios de Ferroviarios, Surbatán, Torres de Almazán y el Brezo.
En el año 1995 se inaugura la ampliación de metro de Madrid de la línea 6 correspondiente al tramo Laguna-Ciudad Universitaria que incluye la estación de Lucero.

## Medios de comunicación
Internet: LuceroHoy.es . Lucero cuenta con un nuevo servicio de comunicación. Se trata de un periódico web que busca la participación ciudadana. 